# Anarta sabulorum
Anarta sabulorum là một loài bướm đêm thuộc họ Noctuidae. Nó được tìm thấy ở Bắc Phi, Cận Đông và Trung Đông, Trung Á, miền tây Trung Quốc và Mông Cổ.
Con trưởng thành bay từ tháng 1 đến tháng 4. Có một lứa một năm.

## Phụ loài
- Anarta sabulorum sabulorum
- Anarta sabulorum distincta
- Anarta sabulorum rhodina (Tân Cương)
- Anarta sabulorum segnis
- Anarta sabulorum pulverata (Malta)